# Головани
Головани — вигадана розумна раса Світу Полудня, створеного братами Стругацькими. Їхня рідна планета — Саракш. Перший контакт між Землею і голованами провів 2157 року Максим Каммерер, а через три роки по тому між цими двома расами налагоджено повноцінні дипломатичні відносини.
Голованів описано в книгах «Населений острів», «Жук у мурашнику» і «Хвилі гасять вітер».

## Опис

### Зовнішній вигляд
Головани — кіноїдна (собакоподібна) раса з непропорційно великими головами, що і є першопричиною її назви. Живуть у норах або занедбаних підземних приміщеннях — метро, бункерах. Вміють добре лазити по деревах. Живуть здвоєними сім'ями. При народженні цуценята мають перетинки між пальцями. Мають генетичну пам'ять, вважають, що до появи на світ голован існує в крові своїх батьків. Володіють паранормальними психічними здібностями. Одна з місцевих назв голованів на Саракші («цзеху») перекладається як «підземний житель», який вміє підкорювати і вбивати силою свого духу («Жук у мурашнику»).

### Технологічні досягнення
Попри те, що за ментальними і парапсихологічними здібностями головани легко обходять людину, їхня цивілізація не має видатних технологічних досягнень, вважаючи за краще користуватися чужими (хоча в принципі, вони чудово обходяться і без них).
У розмовах із землянами головани особливо підкреслюють своє презирливе і вкрай холодне ставлення до людської технології, та й до технологій загалом. Можливо, це тому, що техніка (ядерна війна на планеті Саракш) погубила і спотворила їхній світ.

### Походження
Вважається, що головани — результат випадкової мутації фауни Саракша, що сталася через жахливий рівень радіації в місцях їх проживання. Однак деякі джерела стверджують, що расу голованів генетично вивела місцева людська цивілізація з метою використовувати її як зброю в прийдешній війні. При цьому немає ніяких свідчень про подібні досліди, що проводяться місцевою людською цивілізацією взагалі, і про успішні — зокрема (якщо не брати до уваги згаданої гіпотези про штучне походження голованів).

### Люди і головани
Через відому любов голованів до таємничості і скритності, перший контакт з ними стався лише через дванадцять років після відкриття землянами їхньої рідної планети. Відкрив голованів Максим Каммерер. Найбільший внесок у створення контакту і розвиток відносин зробив молодий учений і прогресор Лев Абалкін. Пізніше він став одним з найвизначніших експертів у всьому, що стосувалося голованів, і навіть тривалий час працював у парі зі Щекн-Ітрчем — єдиний випадок такої тісної співпраці землянина і голована. Щекн пізніше став главою посольства своєї раси на Землі (за іншими даними — перекладачем місії). У цей час Максим Каммерер називає Щекна «псина-сапієнс».
Відразу ж після початку дипломатичних відносин, між Землею і голованами укладено угоду про програму обміну знаннями (зрозуміло, Абалкін і тут не залишився осторонь), проте до кінця двадцять другого століття головани вирішили, що навчилися всьому, що хотіли, від людей, і приблизно 2196 року покинули їх і в контакти більше не вступали. У своєму інтерв'ю Борис Стругацький пояснив, що головани завжди прагнули мати справу з найсильнішими цивілізаціями і «перемкнулися» в цей час на люденів.

## Головани в творах інших авторів
2012 року в рамках міжавторського циклу «Населений острів» (до якого входять сучасні твори сторонніх авторів, написані за мотивами однойменного твору А. і Б. Стругацьких, дія яких також розгортається на Саракші), організованого видавництвом АСТ, опубліковано роман Федора Березіна «Голован». Голован Дрим фігурує як персонаж другого плану в серії про ротмістра Тоота.